# Sentier de grande randonnée 122
Le sentier de grande randonnée 122 est un sentier de grande randonnée de grande liaison qui va de Hulst à Bon-Secours, selon le tracé qu'on peut trouver sur une carte Michelin. Pour le balisage de Grote Route Paden, il va de Hulst à Tournai, plus précisément Kluisbos. D'autres, comme le Parc naturel régional Scarpe-Escaut, lui ajoutent une section jusqu'à Landrecies, et d'autres encore jusqu'à Hannapes. Ne sera retenu ici que le tracé des cartes Michelin de Hulst à Bon-Secours.

## Parcours

### Pays-Bas
- Hulst

### Belgique
- Grote Kreek en Pereboomsgat
- Zaffelare
- Zeveneken
- Doorslaar
- De Katte
- Lammeken
- Oudenbos
- Molenhoek (Lokeren)
- Laarne
- Melle
- Gontrode
- Landskouter
- Bottelare
- Moortsele
- Munte
- Baaigem
- Dikkelvenne
- Sint-Maria-Latem
- Zwalin
- Munkzwalm
- Velzeke
- Strijpen
- Zottegem
- Erwetegem
- Sint-Goriks-Oudenhove
- Michelbeke
- Berendries
- Brakel
- La Houppe
- Pottelberg
- Muziekberg
- Renaix
- Knokteberg
- Mont de l'Enclus
- Russeignies
- Orroir
- Escanaffles
- Pottes
- Helchin
- Espierres-Helchin
- Espierres
- Hérinnes
- Warcoing
- Saint-Léger
- Estaimbourg
- Pecq
- Esquelmes
- Obigies
- Mont-Saint-Aubert
- Kain
- Froyennes
- Tournai
- Ere
- Willemeau
- Guignies
- Wez-Velvain
- Lesdain
- Bléharies
- Laplaigne
- Callenelle
- Wiers
- Péruwelz
- Bon Secours

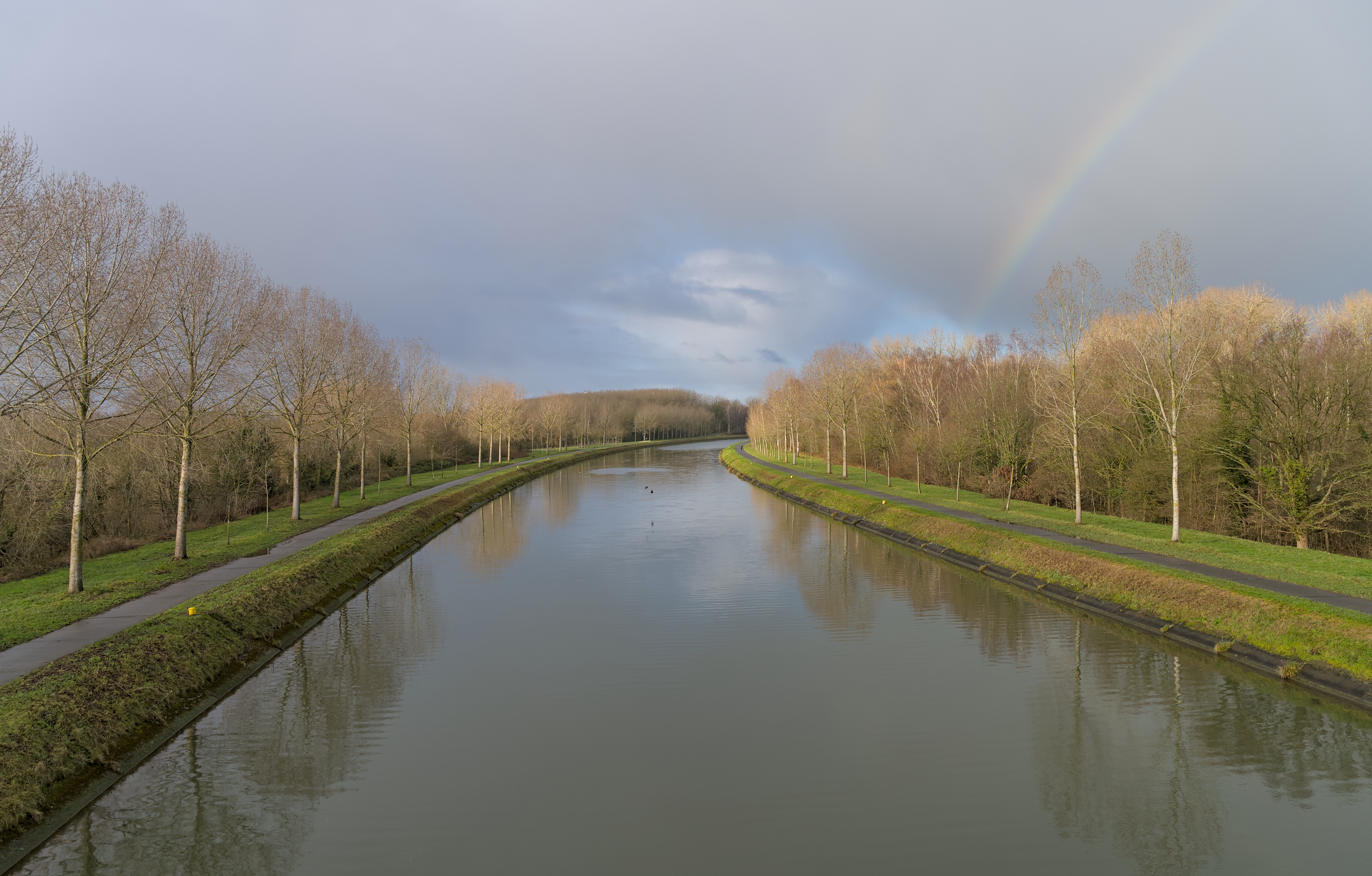
Le canal Nimy-Blaton-Péronnes

## Cours d'eau

### Belgique
- Moerbeke
- Canal de l'Espierres
- Zwalin
- Zuidlede (nl)
- Moerspuische Watergang (nl)